# Roar Strand
Roar Strand (Trondheim, 2 februari 1970) is een voormalig betaald voetballer uit Noorwegen, die speelde als middenvelder. Hij werd zestienmaal Noors landskampioen met Rosenborg BK en beëindigde zijn loopbaan in 2010.

## Interlandcarrière
Onder leiding van bondscoach Egil Olsen maakte Strand zijn debuut voor het Noors voetbalelftal op 5 juni 1994 in het oefenduel tegen Zweden (2-0) in Solna, net als aanvaller Sigurd Rushfeldt (Tromsø). Hij viel in dat duel na 66 minuten in voor middenvelder Erik Mykland. Strand speelde in totaal 42 interlands en scoorde vier keer voor zijn vaderland. Hij nam met Noorwegen deel aan het WK voetbal 1994 maar kwam daar niet in actie. Tevens maakte hij deel uit van de selecties voor het WK voetbal 1998 en het EK voetbal 2000.
| Interlanddoelpunten | Interlanddoelpunten | Interlanddoelpunten | Interlanddoelpunten       | Interlanddoelpunten | Interlanddoelpunten | Interlanddoelpunten | Interlanddoelpunten |
| №                   | Datum               | Locatie             | Wedstrijd                 | Goal(s)             | Score               | Uitslag             | Competitie          |
| ------------------- | ------------------- | ------------------- | ------------------------- | ------------------- | ------------------- | ------------------- | ------------------- |
| 1                   | 20 mei 1998         | Oslo                | Noorwegen – Mexico        | 11'                 | 1 – 0               | 5 – 2               | Oefeninterland      |
| 2                   | 27 mei 1998         | Molde               | Noorwegen – Saoedi-Arabië | 87'                 | 6 – 0               | 6 – 0               | Oefeninterland      |
| 3                   | 22 januari 1999     | Umm al-Fahm         | Noorwegen – Estland       | 56'                 | 2 – 0               | 3 – 2               | Oefeninterland      |
| 4                   | 23 februari 2000    | Istanboel           | Turkije – Noorwegen       | 73'                 | 0 – 2               | 0 – 2               | Oefeninterland      |

## Erelijst
Rosenborg BK
- Landskampioen

1990, 1992, 1994, 1995, 1996, 1997, 1998, 1999, 2000, 2001, 2002, 2003, 2004, 2006, 2009, 2010
- Beker van Noorwegen

1990, 1992, 1995, 1999, 2003